# Maciejowice (gromada w powiecie garwolińskim)
Maciejowice – dawna gromada, czyli najmniejsza jednostka podziału terytorialnego Polskiej Rzeczypospolitej Ludowej w latach 1954–1972.
Gromady, z gromadzkimi radami narodowymi (GRN) jako organami władzy najniższego stopnia na wsi, funkcjonowały od reformy reorganizującej administrację wiejską przeprowadzonej jesienią 1954 do momentu ich zniesienia z dniem 1 stycznia 1973, tym samym wypierając organizację gminną w latach 1954–1972.
Gromadę Maciejowice z siedzibą GRN w Maciejowicach utworzono – jako jedną z 8759 gromad na obszarze Polski – w powiecie garwolińskim w woj. warszawskim, na mocy uchwały nr VI/10/2/54 WRN w Warszawie z dnia 5 października 1954. W skład jednostki weszły obszary dotychczasowych gromad Kochów, Maciejowice, Przewóz, Uchacze i Oronne oraz kolonia Zakręty z dotychczasowej gromady Polik ze zniesionej gminy Maciejowice w tymże powiecie. Dla gromady ustalono 26 członków gromadzkiej rady narodowej.
29 lutego 1956 do gromady Maciejowice przyłączono wieś Polik z gromady Krempa w tymże powiecie.
1 stycznia 1958 do gromady Maciejowice przyłączono obszar zniesionej gromady Oblin w tymże powiecie.
31 grudnia 1959 do gromady Maciejowice przyłączono obszar zniesionej gromady Strych oraz wieś Pogorzelec ze znoszonej gromady Krempa w tymże powiecie.
31 grudnia 1961 do gromady Maciejowice przyłączono wsie Antoniówka Świerżowska i Antoniówka Wilczkowska oraz kolonię Rybakówka z gromady Świerże Górne w powiecie kozienickim w woj. kieleckim.
Gromada przetrwała do końca 1972 roku, czyli do kolejnej reformy gminnej. 1 stycznia 1973 w powiecie garwolińskim reaktywowano gminę Maciejowice.